# Ferralla

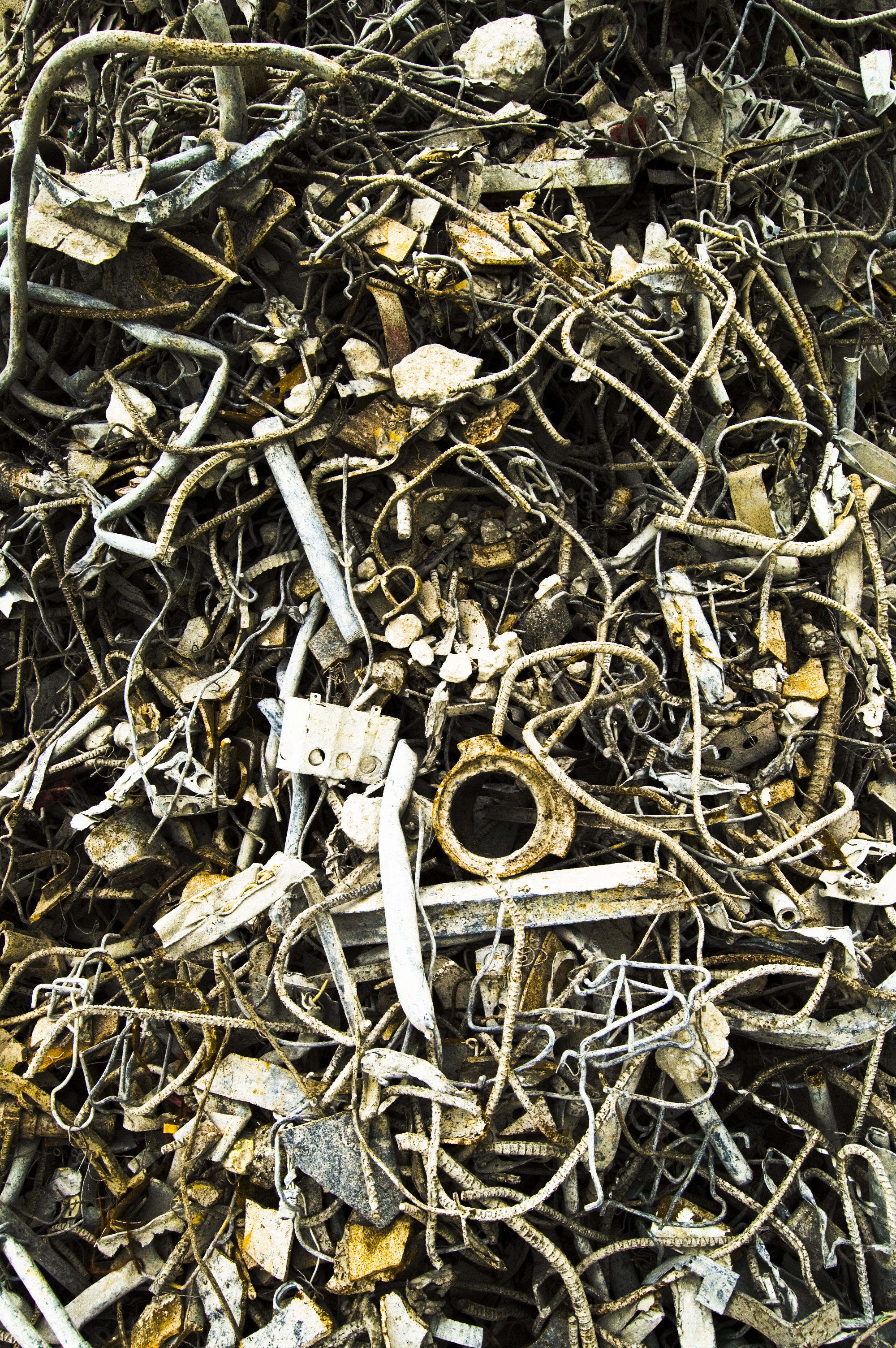
Ferralla

Ferralla o ferregada és el conjunt de residus de ferro, ferro colat o acer i amb la mena de ferro són les dues primeres matèries més importants de la siderúrgia. Aquests residus es poden identificar fàcilment i així es poden recuperar i reciclar.

## Categories
Els rebuigs de ferro es poden dividir en quatre grans categories:
- Rebuigs nets de la siderúrgia que són reciclats generalment a la mateixa fàbrica que els ha produït.
- Rebuigs de les fàbriques de metal·lúrgia que solen formar part del negoci de la ferralla.
- Rebuigs de demolició de construccions metàl·liques, vaixells, contenidors i formigó armat
- La recuperació de béns de consum als quals se'ls ha acabat la vida útil (automòbils, electrodomèstics...).

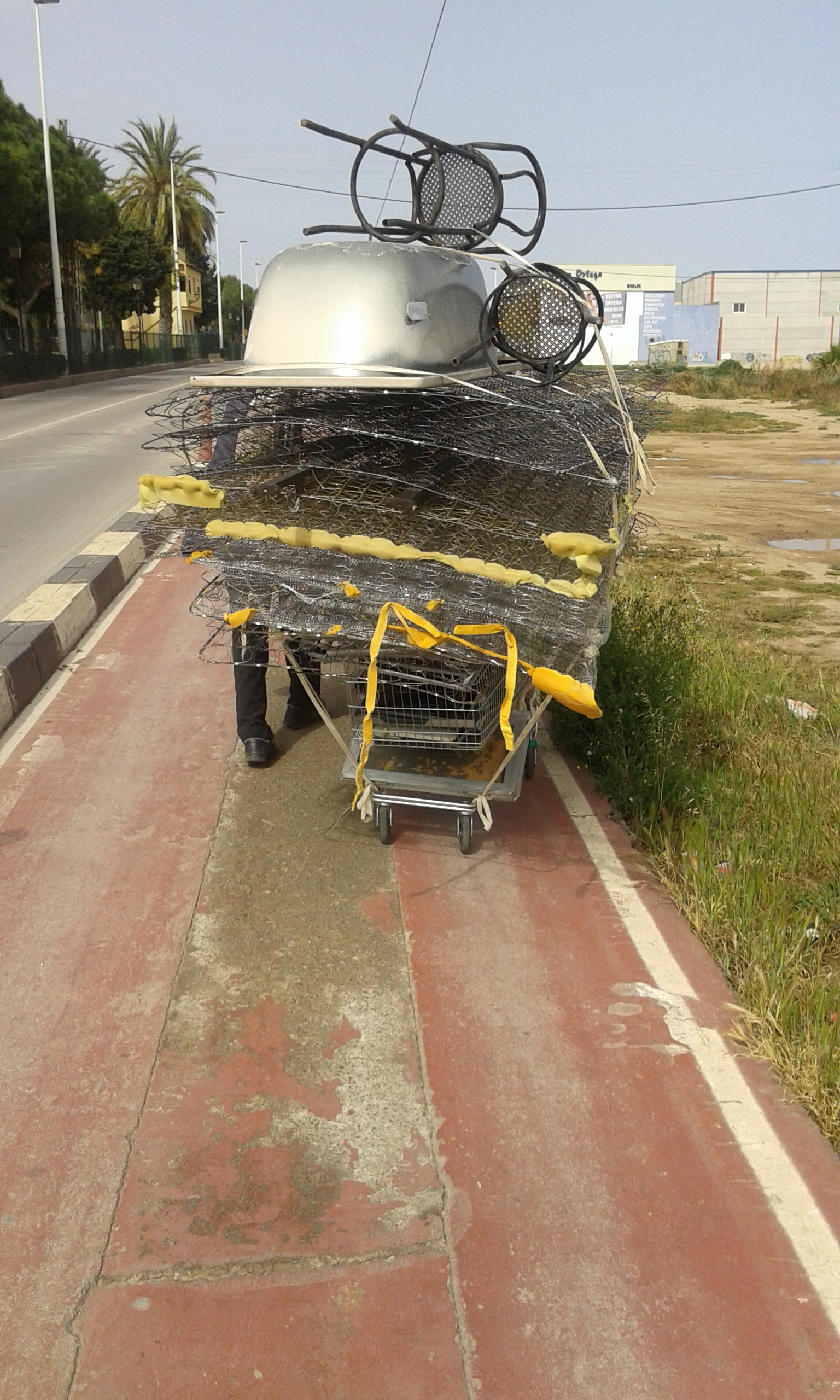
Transport de ferralla amb carret per la Via Xurra al pas per Alboraia

La ferralla de ferro és imprescindible per a la fabriació d'acer. Els lingots de ferro, extrets del la mena que surten d'un alt forn passen en una segona fase a un convertidor on són mesclats amb 20 a 40% de ferralla. En el cas dels forns elèctrics aquest percentatge pot atènyer fins als 100%. A més de les empreses especialitzades, segons el Gremi de Recuperació de Catalunya el 2015 unes 53.500 persones recullen ferralla als carrers dels municipis catalans. Aquest nombre va creixent els últims anys i pels escassos ingressos la tasca s'ha precaritzat encara més. El 2014 a Catalunya es van recuperar 5.472 tones de ferralla, el que representa 0,15% del volum total de residus.
Un cas especial forma la ferralla espacial: carcasses i altres objectes perduts en l'orbità terrestre que causen un maldecap per a les agències espacials. El 2015 se n'havien inventariat fins a vint mil peces, que van de la mida d'una poma a la d'un autobús.